# 小行星2136
小行星2136（2136 Jugta）是一颗围绕太阳公转的小行星。1933年7月24日，卡爾·威廉·萊茵姆特在海德堡发现了此天体。
該小行星以美國病理學家和業餘天文學家傑·U·甘特命名。
这颗小行星的绝对星等为57.03663等。